# Johann Breiteneder
Johann Breiteneder (* 29. September 1921 in Liebenau; † 28. Juli 1989 in St. Oswald bei Freistadt) war ein österreichischer Politiker (ÖVP) und Landwirt. Hafner war von 1962 bis 1983 Abgeordneter zum österreichischen Nationalrat.

## Ausbildung und Beruf
Breiteneder übersiedelte bereits in früher Jugend mit seinen Eltern nach Pergkirchen, wo seine Eltern nach dem Verkauf ihres Bergbauernhofes ein neues Anwesen erwarben. Breiteneder besuchte die Volksschule und war danach bis 1940 im elterlichen, landwirtschaftlichen Betrieb tätig. Danach war er als Soldat im Zweiten Weltkrieg eingesetzt. Nach seiner Rückkehr aus dem Krieg besuchte er von 1946 bis 1948 die zweijährige Ackerbauschule in Ritzlhof. Danach arbeitete er für die Lagerhausgenossenschaft Freistadt. Nach seiner Heirat mit der Volksschuldirektorstochter Marianne Gebert erwarb Breiteneder 1955 den Bauernhof Öllinger in Fünfling 10 in Sankt Oswald bei Freistadt und bewirtschaftete in der Folge den in relativ extremer Lage gelegenen Hof. Mit seiner Frau hatte Breiteneder drei Töchter und drei Söhne.

## Politik und Funktionen
Breiteneder engagierte sich im Genossenschaftswesen und war von 1963 bis 1976 Aufsichtsratsvorsitzender der Raiffeisenkasse St. Oswald sowie von 1969 bis 1977 Vorstandsmitglied der Lagerhausgenossenschaft Freistadt und ab 1974 Obmann der Molkereigenossenschaft. Des Weiteren war er als Vorstandsmitglied des Schärdinger Molkereiverbandes aktiv.
Politisch engagierte sich Breiteneder ab 1955 als Gemeinderat von St. Oswald, von 1961 bis 1979 war er Bürgermeister der Marktgemeinde. Innerparteilich war er als ÖVP-Ortsparteiobmann in St. Oswald und Hauptbezirksparteiobmann der ÖVP Freistadt aktiv. Ab 1976 war er zudem Vorstandsmitglied im Bauernbund. Breiteneder vertrat die ÖVP zwischen dem 14. Dezember 1962 und dem 18. Mai 1983 im Nationalrat.

## Auszeichnungen
- 1974: Großes Silbernes Ehrenzeichen für Verdienste um die Republik Österreich[1]
- 1979: Großes Goldenes Ehrenzeichen für Verdienste um die Republik Österreich[1]